# Feel Good Lost
Feel Good Lost é o álbum de estreia da banda Broken Social Scene, lançado em 2001. Foi escrito e gravado basicamente pelos seus integrantes fundadores Kevin Drew e Brendan Canning. Quase integralmente instrumental, as faixas Passport Radio e Stomach Song trazem vocais de Leslie Feist and Kevin Drew.

## Faixas
1. "I Slept With Bonhomme at the CBC"  – 5:26
2. "Guilty Cubicles"  – 3:03
3. "Love and Mathematics"  – 5:44
4. "Passport Radio"  – 5:45
5. "Alive in 85"  – 5:14
6. "Prison Province"  – 1:42
7. "Blues for Uncle Gibb"  – 6:59
8. "Stomach Song"  – 4:29
9. "Mossbraker"  – 5:33
10. "Feel Good Lost"  – 1:51
11. "Last Place"  – 8:26
12. "Cranley's Gonna Make It"  – 5:26